# Jessie Newbery

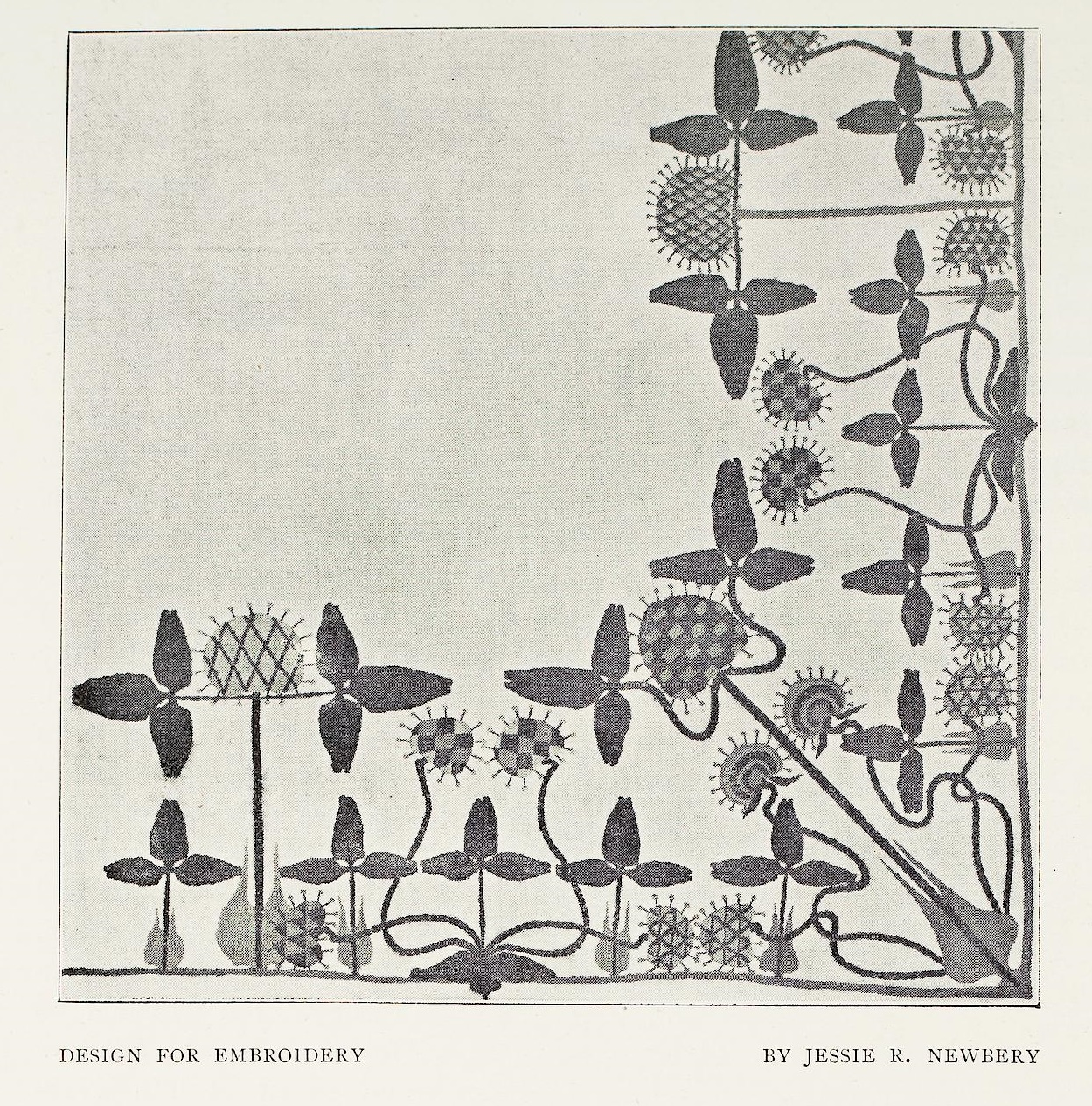
Image publiée dans The Studio vol 12 (1898)

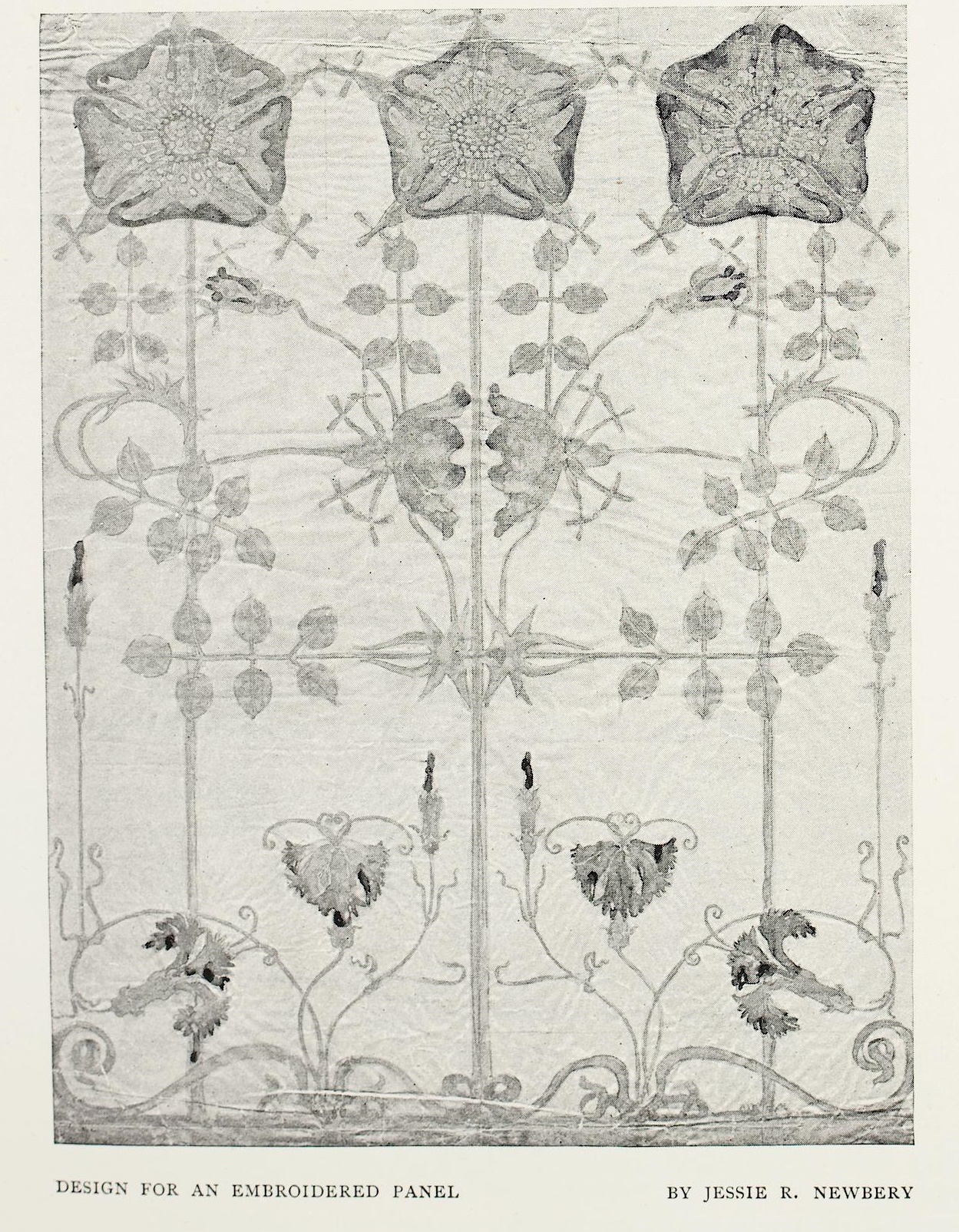
Dessin pour un panneau brodé par Jessie Newbery. The Studio vol 12 (1898)

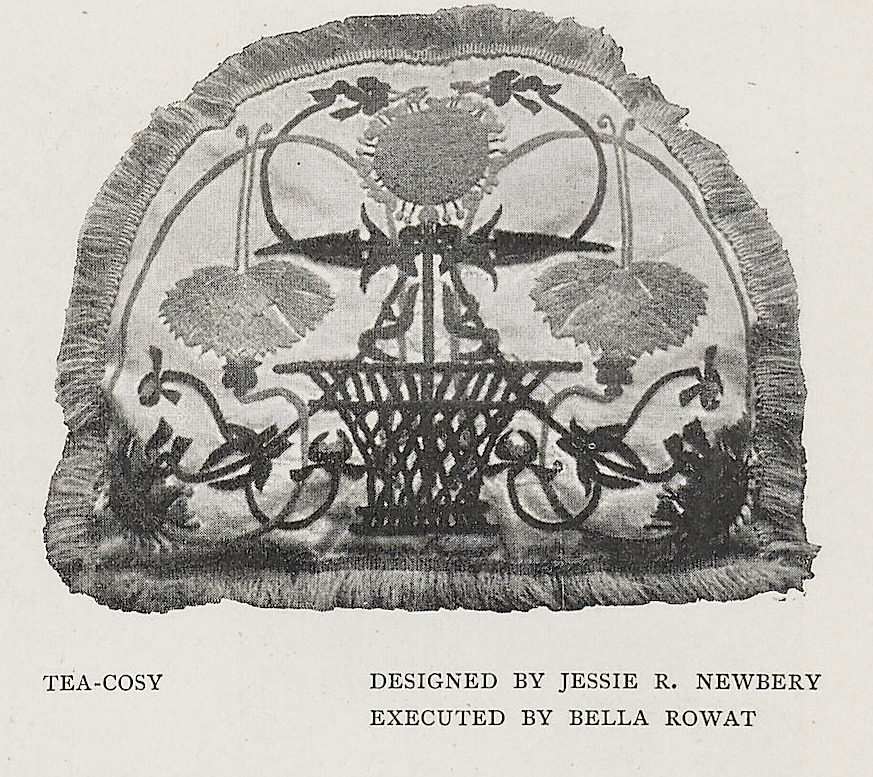
Tea Cosy conçu par Jessie Newbery et Bella Rowat de The Studio vol 15 (1899)

Jessie Newbery (28 mai 1864 - 27 avril 1948) est une artiste et brodeuse écossaise. Elle est une des artistes connues sous le nom de Glasgow Girls. Jessie Newbery a créé le département de broderie à la Glasgow School of Art, où elle fait de la couture une discipline artistique à part entière. Elle est aussi une féministe et a milité pour de droit de vote des femmes.    

## Enfance et formation
Jessie Wylie Rowat naît à Paisley le 28 mai 1864. Elle est une des quatre enfants de Margaret Downie Hill et de William Rowat, un fabricant de châles qui soutient le droit à l'éducation pour les femmes. Une visite en Italie à l'âge de 18 ans éveille son intérêt pour les textiles, la mosaïque, la poterie et autres formes d'artisanat traditionnel. 
Tout au long de sa vie, elle collectionne les textiles d'Italie, de Russie et des Balkans. Elle s'inscrit comme étudiante à la Glasgow School of Art en 1884. 
Elle épouse le directeur de l'école, Francis Henry Newbery, en 1889. Ils ont deux filles, Elsie et Mary pour qui elle dessine des robes pratiques et belles.

## Travail et carrière
Newbery devient une brodeuse accomplie et originale, bien que la broderie ne soit pas formellement enseignée à la Glasgow School of Art à ce moment-là. Elle est reconnue à l'école grâce au travail des «Quatre» - Charles Rennie Mackintosh, Herbert McNair, Frances Macdonald et Margaret Macdonald Mackintosh - qui ont tous inclus la broderie dans le cadre de leurs projets décoratifs. Elle crée le premier cours de couture et broderie à l'école en 1894.   

### L'enseignement
L'enseignement de Newbery est révolutionnaire. Elle est considérée comme une « enseignante enthousiaste qui encourage un sens aigu du design dans le travail de ses élèves ».   
Elle introduit un style complètement nouveau. Au contraire de l'approche standard de l'époque qui consiste à utiliser des transferts et des motifs pré-imprimés pour la broderie, elle encourage les élèves à créer leurs propres dessins. Elle croit en l'importance de la forme et de la structure par rapport à la décoration et encourage l'utilisation de techniques simples et rapides, en particulier les appliqués, pour fournir des effets frais et intuitifs et accessibles à tous.   
Au début, les étudiants choisissent ses cours de broderie comme matière complémentaire ou pour en faire un métier, comme brodeurs professionnels. Plus tard, au début du XXe siècle, le Département de l'éducation écossais classe la broderie parmi les matières importantes du programme scolaire national. Par conséquent, les élèves enseignantes vont suivre les cours de Newbery dans le cadre de leur diplôme d'enseignement.   
Elle ouvre les portes aux étudiantes avec une politique d'admission généreuse et un programme réformé. Soucieuse de promouvoir la broderie comme une forme d'art pour tous les niveaux de la société, aussi bien pour les hommes que pour les femmes, Newbery crée un département de broderie et des classes du samedi, suivies par plus de 100 femmes, à la Glasgow School of Art. En 1906, elle institue un prix annuel de broderie qui, en 1915, sera décerné à sa fille cadette Mary qui devient elle-même une artiste accomplie.   
Le département de broderie de l'école d'art a acquis une reconnaissance mondiale grâce à son travail, qui a été largement exposé et souvent présenté dans le magazine The Studio. Le travail de la classe de broderie a été présenté dans de nombreuses expositions en Grande-Bretagne, en France, en Allemagne, en Italie et aux États-Unis. Les magazines allemands, Das Eigenkleid der Frau et Moderne Stickerien ont publié ses dessins et illustrations entre 1903 et 1909.   
Avec son mari, elle met en valeur des techniques nouvelles à la Glasgow School of Art, comme la ferronnerie, le verre, la poterie et la sculpture sur bois.   
Elle donne également des cours de mosaïques, de 1896 à 1898, d'émaux de 1895 à 1899, de décoration de livres en 1899 et réalise des vitraux, des ferronneries et des dessins pour tapis.  
Après une maladie, Newbery prend sa retraite de cheffe de la broderie à la Glasgow School of Art en 1908 où elle est remplacée par Ann Macbeth, une de ses anciennes élèves et son assistante depuis 1901.

### Travail personnel
En plus de l'enseignement, Newbery continue de développer son propre travail de broderie et participe à des expositions, dont une au Louvre, à Paris.  En 1911, elle participe à la planification de l'Exposition écossaise d'histoire nationale, d'art et d'industrie (en).
À l'Exposition internationale des arts décoratifs de Turin, en 1902, elle présente un couvre-lit brodé et un tapis Axminster confectionné d'après son carton par Alexander Morton & Co de Darvel, Ayrshire. 

#### La broderie
Newbery se distingue pour ses motifs de broderie très différents de ceux de la Royal School of Art Needlework. Ses créations présentent des formes florales avec des tiges anguleuses et une forte qualité décorative. Elle a également introduit le nouveau lettrage de style Glasgow dans ses motifs de broderie.
Elle est prudente dans son choix de couleurs et de matériaux. Elle préfère utiliser une palette plus claire que la traditionnelle, se concentrant sur les violets clairs, les verts, les bleus et le rose. Elle attache beaucoup d'importance aux formes, joue sur les oppositions de lignes droites et de lignes courbes, d'horizontales et de verticales. Elle utilise des «techniques inhabituelles telles que le tissage à l'aiguille »  et ajoute des éléments comme des perles, des rubans et des cartes ainsi que des ourlets contrastés. 
Newbery  estime que le design, en plus de l'utilité, est important dans son travail. Son approche du design est égalitaire: "Je crois que rien n'est commun ni impur: que la conception et la décoration d'un pot de poivre sont aussi importantes à son degré que la conception d'une cathédrale". Elle s'est fait remarquer pour son réalisme, son engagement envers le socialisme et sa contribution à la communauté». Son approche innovante et sa capacité à rendre les choses du quotidien "aussi belles qu'utiles" ont été saluées dans The Studio magazine.
Elle incorpore des éléments du style Glasgow dans ses œuvres de design et, à son tour, façonne le style décoratif du mouvement. Elle est reconnue comme l’inventrice de la rose angulaire de Glasgow, rose stylisée qui a parfois été comparée à un chou et beaucoup copiée. Avec les motifs linéaires, les appliqués, le point plumetis et les inscriptions, elle est devenue sa marque de fabrique.  

#### Les Glasgow Girls
Le mouvement des Glasgow Boys avaient contribué à l'émergence du modernisme dans l'art. Dans le même esprit, Jessie et Francis Newbery créent les Glasgow Girls comme groupe embrassant une gamme de genres et plaçant les arts et l'artisanat sur un pied d'égalité.  

#### Les vêtements
Newbery participe à la réforme vestimentaire, contribuant ainsi à libérer le corps des femmes des corsets et parures rigides.   
Elle pense que les vêtements doivent être pratiques mais doivent également être beaux. Cette approche du vêtement féminin est alors considérée comme «avant-gardiste» et «radicale». Elle expérimente d'abord un aspect Renaissance italienne dans ses propres vêtements, choisissant souvent des styles plus lâches, des matières comme des velours de soie et des laines légères qu'elle brode elle-même. 
Entre 1903 et 1909, ses créations sont publiées dans la publication allemande Moderne Stickereien.

#### Autres disciplines artistiques
Bien qu'elle soit essentiellement reconnue pour son travail textile, Newbery a utilisé d'autres medias artistiques : la mosaïque, le vitrail, les émaux...    
En 1890, elle reçoit une médaille de bronze pour un dessin de vitrail Tempestas et, lors de la quatrième exposition de la Arts and Crafts Exhibition Society (en) en 1893, elle expose un devant d'autel, un plateau en cuivre repoussé, un calice et un patène en argent repoussé. Ces objets ont probablement été commandés pour l'église épiscopale St Brides de Glasgow et le travail du métal a été exécuté par Kellock Brown. À la cinquième exposition en 1896, elle présente un livre d'emblèmes dont elle a conçu les ciselures.

## Soutien au suffrage des femmes
Newbery a contribué à changer la perception de la société à l’égard des femmes créatrices et artistes. Elle est une des huit étudiantes à Glasgow ayant créé la Glasgow Society of Lady Artists (en) en 1882, encouragées par la création de la London Society of Female Artists, fondée en 1855. Les femmes étaient en effet exclues des sociétés d'art dans toute l'Écosse (Le Glasgow Art Club (en), fondé en 1867, n'autorisera les femmes à adhérer qu'en 1983 et le Scottish Arts Club, en 1982). Cette discrimination empêche les femmes de développer leurs réseaux et relations pendant plus de cent ans.
Newbery est membre active de la Glasgow Society of Lady Artists, parrainant de nombreuses amies et étudiantes pour leur adhésion, fournissant un espace d'exposition et de studio pour les femmes artistes. 
Elle veut que les femmes aient plus de place dans la société et elle est une membre active de l'Union sociale et politique des femmes, organisant le stand "Arts and Curios" au Grand Suffrage Bazaar à St Andrews Halls à Glasgow en 1910. Avec Ann Macbeth, elle aide à la fabrication de matériel pour les mouvements associés, tels que les bannières de suffrage. 
L'une d'elles porte les signatures brodées de 80 suffragettes enfermées à la prison de Holloway, en grève de la faim et nourries de force. Cette bannière est portée lors de la procession de suffragettes From Prison to Citizenship (De la prison à la citoyenneté) à Londres en 1911.
Newbery meurt le 27 avril 1948, seize mois après son mari, à Corfe Castle, dans le Dorset, où ils étaient installés depuis leur retraite.
Les musées de Glasgow détiennent 19 objets qui lui sont attribués, dont la plupart sont des textiles, tels que des cols, des poignets et des housses de coussin. Le Victoria and Albert Museum détient cinq objets qui lui sont attribués, dont deux sont exposés.

## Voir également
- Liste des femmes artistes écossaises (en)
- Appliqué
- Les filles de Glasgow
- L'Union sociale et politique des femmes
- Style victorien
- Oxford Dictionary of National Biography